# Seseli brachylobum
Seseli brachylobum är en flockblommig växtart som först beskrevs av Jules Aimé Battandier, och fick sitt nu gällande namn av Minosuke Hiroe. Seseli brachylobum ingår i släktet säfferötter, och familjen flockblommiga växter. Inga underarter finns listade i Catalogue of Life.